# Pistón
Le Pistón est un cocktail traditionnel chilien à base de pisco chilien, d'eau tonique et de jus de citron vert. Sa préparation classique consiste à servir le pisco dans un long verre avec de la glace et une rondelle de citron. Puis, on termine la boisson en ajoutant de l'eau tonique.
Sa consommation, qui est associée à l'été, a commencé dans les fontaines à soda dans les années 1950. Après avoir perdu en popularité, il a regagné sa position dominante au milieu des années 2010,.